# ザルガイ科
ザルガイ科（ザルガイか、Cardiidae）は、二枚貝綱異歯亜綱マルスダレガイ目に含まれる科である。
単独でザルガイ上科を構成する。かつてはシャコガイ科 Tridacnidae もザルガイ科と並んでザルガイ上科に含まれていたが、今日ではザルガイ科の中の一亜科、シャコガイ亜科 Tridacninae として統合された。ただしこのほか、シオヤナミノコガイ科 Hemidonacidae をザルガイ上科に含めることもあるが、系統的には離れている。ザルガイ、シャコガイ、トリガイなどが含まれる。

## 形態
貝殻表面の放射肋（蝶番部から伸びる放射状の畝）が特徴である。「ザルガイ」の名は、放射肋が笊（ざる）のように見えることからきており、ザルガイ以外にも「〜ザル」という和名が多い。属名のCardiumはギリシャ語で心臓を意味する。ザルガイ科の貝殻は膨らみが大きく、前端または後端部から眺めたとき断面がハート型に見えるものが多い。殻頂に弱い主歯2個、殻頂前後に長い側歯をもつ。強い足が発達し「く」の字形に折り曲げて、よく膨らんだ貝殻の中に収めることができる。足の膝の内部に生殖腺、太腿の部分に腸があり、足のつけねに胃や消化腺がある。二枚貝の特徴として、前後に閉殻筋があり、出水管は後部背面側、入水管は後部腹側にあるが、ザルガイ科の水管は短く、套線の湾入も認められない。水管の先端に多数の触角と眼点をもつ。2枚の弁鰓型の鰓(demibranch)が殻頂内部から後方にかけて横たわる。足のつけねの鰓と前方閉殻筋のあいだには唇弁があり、鰓を通過した食物を口へ運ぶのに役立つ。

## 生態
強い足をつかって砂泥底にすばやく潜り、水管をわずかに砂底に出す。吸入した海水から微生物などをこしとって餌とする。雌雄の別はあるが交尾はせず、外観からは性別はわからない。日本近海のザルガイは夏季に放卵・放精して繁殖する。ザルガイ科の中で、シャコガイ亜科とオオヒシガイ亜科の貝は、褐虫藻と光共生を営む。

## 種類
ザルガイ科は、以下のような亜科および属ないし種を含む。　　

（ザルガイ科の直下にあって現在どの亜科に分類されない属）

　 Frigidocardium属；アサヒザルガイを含む。インド-西太平洋産。

　 Microcardium属；西太平洋産。
　

Tridacninae シャコガイ亜科
Tridacna オオシャコガイ属, Hippopus シャゴウガイ属。　　
Orthocardiinae 亜科
Afrocardium ebaranum ベニバトガイ, Lyrocardium lyratum ギンギョガイ。
Lymnocardiinae 亜科
欧州産。Acanthocardia属などをふくむ。
Fraginae オオヒシガイ亜科
Americardia media フロリダハナザル, Corculum (Corculum cardissa), リュウキュウアオイ, Ctenocardia victor アサノユキザル, Fragum, オオヒシガイ属, Lunulicardia retusa モクハチアオイを含む。
Clinocardiinae イシカゲガイ亜科
Clinocardium buellowi イシカゲガイ, Serripes laperousii ナガウバトリガイ。
Cardiinae ワダチザル亜科
Cardium, Fulvia トリガイ属, Schedocardia†, Vepricardium asiaticum アジアザルガイを含む。
Laevicardiinae 亜科
Dinocardium robustum オオザルガイ, Laevicardium laevigatum アメリカスベリザルガイなど, Nemocardium キンギョガイ属。
Trachycardiinae ザルガイ亜科
Acrosterigma, Dallocardia muricata, Papyridea  (Papyridea soleniformis), フロリダオナガトリガイ, Trachycardium, (Trachycardium egmontianum), Vasticardium リュウキュウザルガイなどを含む。

## 人との関係
トリガイの足は歯ごたえがあって美味く、寿司ネタになる。欧米ではAtlantic giant cockleなどがクラムチャウダーの材料とされる。江戸時代後期の武蔵石壽による『目八譜』(Mokuhachi-fu)では『籮介』(ざるがい)や『茶碗貝』(ちゃわんがい＝トリガイ)などが図示されている。